# Nandamannya-Tempel

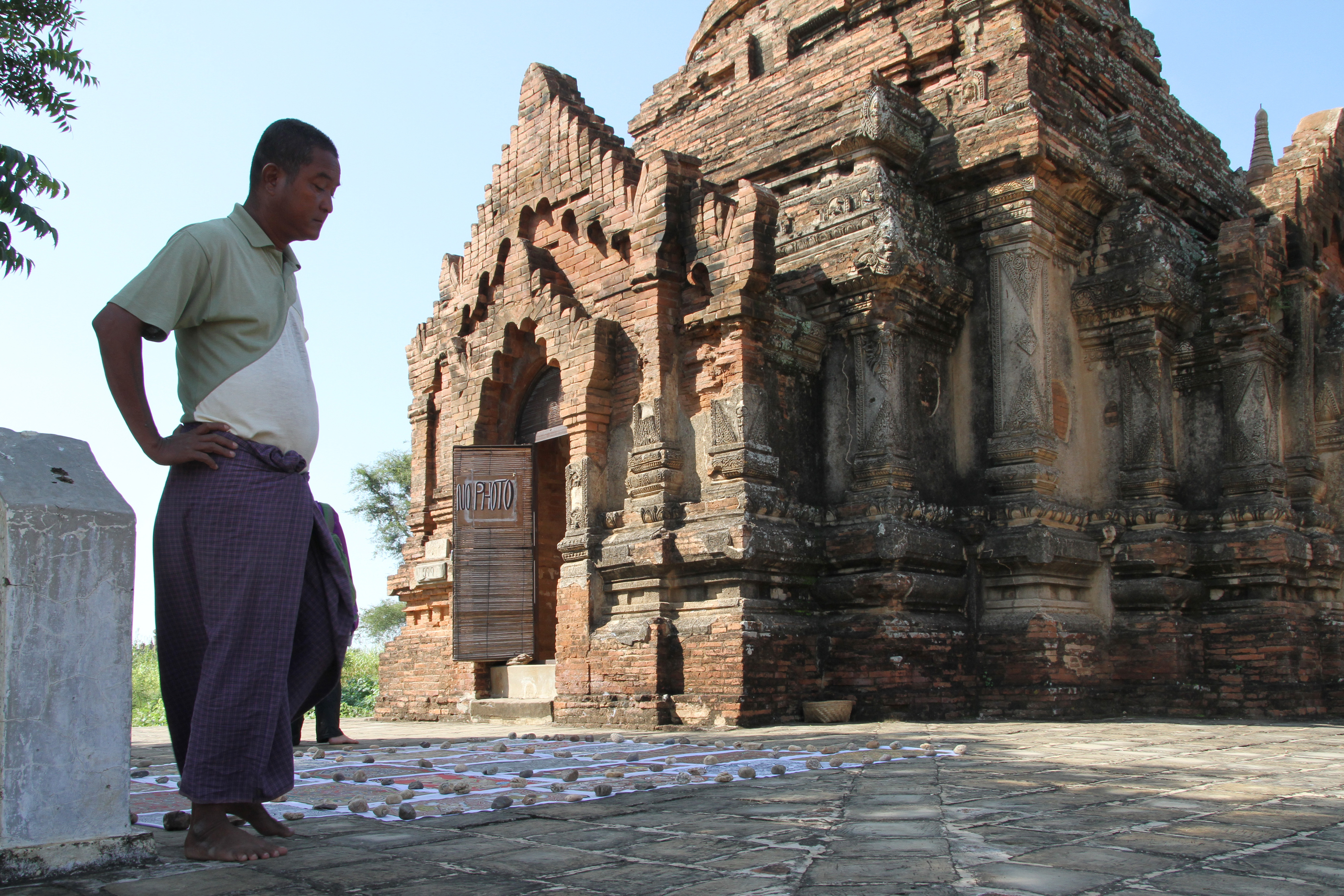
Nandamannya-Tempel

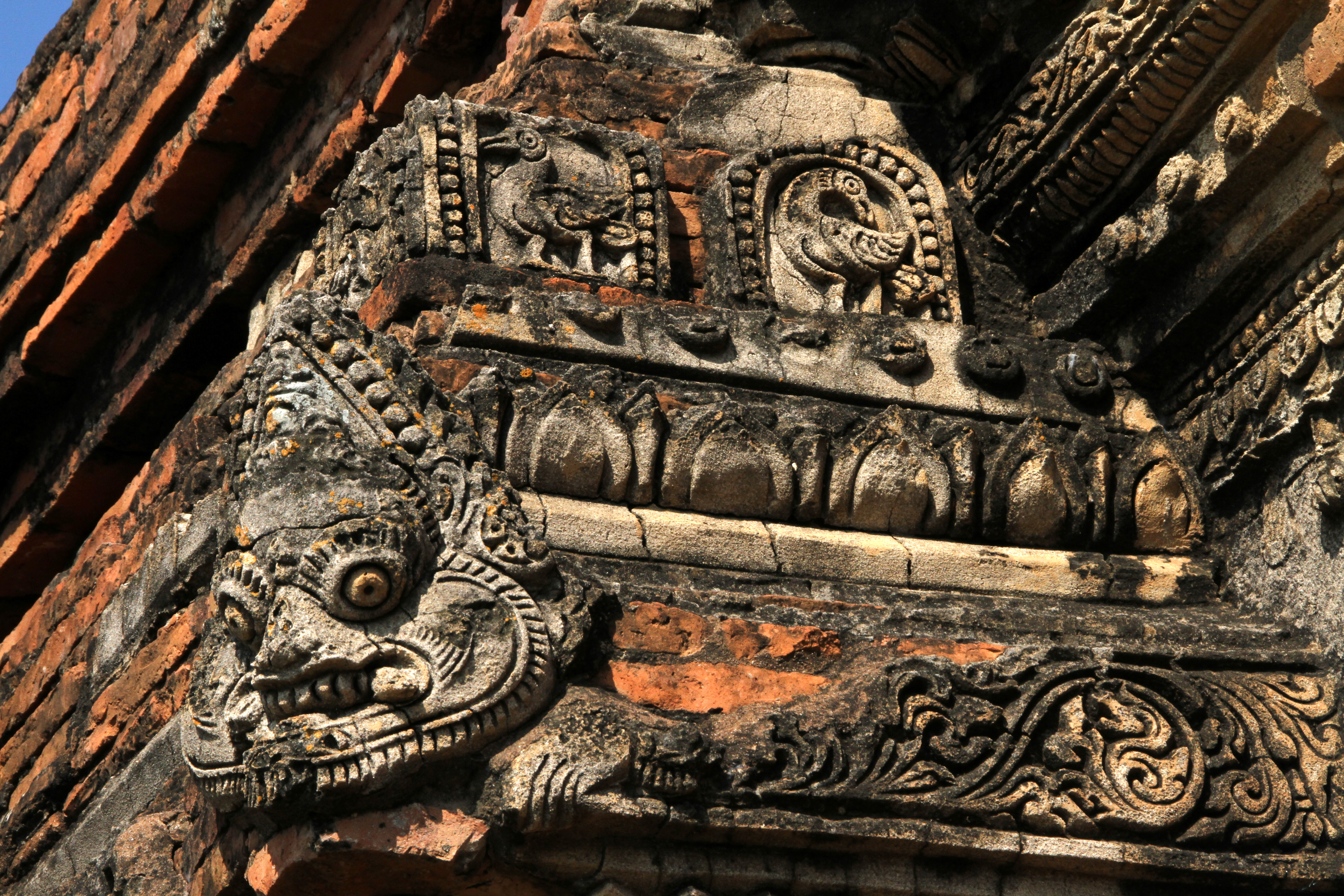
Baudekor aus Stuck

Der Nandamannya-Tempel ist ein buddhistischer Tempel in Bagan, Myanmar; er steht in der Nähe des Dorfes Minnanthu.

## Geschichte
Er wurde 1284 unter König Kyaswa erbaut.

## Beschreibung
Der relativ kleine Tempel hat einen quadratischen Grundriss, vier gleichartig gestaltete Seiten und als Krönung einen Stupa. Teile des Baudekors aus Stuck sind an den Außenwänden erhalten.

Der Innenraum mit seinem kreuzförmigen Grundriss birgt wertvolle Malereien aus der Entstehungszeit des Tempels; dargestellt sind unter anderem die acht Hauptszenen aus dem Leben Buddhas, tierische Fabelwesen aus dem Heer des Mara und Genreszenen wie „der Auszug des Königs“ oder „Prozession der Frauen“. Dazu kommen vier große Kompositionen mit einem sitzenden Buddha, umrahmt von der Silhouette eines typischen Pagan-Tempels und umgeben von Nats und menschlichen Figuren.